# Mohamed Chérif Tarèche
Mohamed Chérif Tarèche (en arabe : محمد شريف طارش) est un footballeur algérien né le 8 février 1982 en Algérie. Il évoluait au poste d'attaquant.

## Biographie
Il évolue en première division algérienne avec le club du CA Batna. Il dispute 35 matchs en inscrivant deux buts en Ligue 1.